# أسيتات الغلاتيرامر
أسيتات الغلاتيرامر (بالإنجليزية: Glatiramer acetate)‏ (أو غلاتيرامر) هو دواء يسوق تحت اسم تجاري هو كوباكسون (Copaxone) تسوقه تيفا ويستخدم في علاج التصلب المتعدد.